# Lista de vereadores de Trindade (Goiás)
Esta é a lista de vereadores de Trindade, município brasileiro do estado de Goiás.
A Câmara Municipal de Trindade é formada atualmente por dezenove representantes, desde a eleição de 2012, quando o número de vereadores passou a ser equivalente à população municipal.

## 19ª Legislatura (2024–2028)
Estes são os vereadores eleitos nas eleições de 6 de outubro de 2024, pelo período de 1° de janeiro de 2025 a 31 de dezembro de 2028:
|    | Nome                                                                               | Partido                                | Votos | %    | Observações |
| -- | ---------------------------------------------------------------------------------- | -------------------------------------- | ----- | ---- | ----------- |
| 1  | Mauro de Paula Silva, Maurinho de Paula (Goiânia, 10.03.1987–)                     | União Brasil                           | 2.603 | 3,73 | 2º mandato  |
| 2  | Johnatan Rodrigues da Silva, Johnatan Reis (Goiânia, 22.12.1991–)                  | União Brasil                           | 2.264 | 3,24 | 3º mandato  |
| 3  | Dyego Hygor de Oliveira Marques, Dr. Dyego (Goiânia, 11.07.1979–)                  | União Brasil                           | 2.000 | 2,86 | 4º mandato  |
| 4  | Weslley Silveira Bueno, Weslley Cabeção (2021-2022) (Goiânia, 31.05.1973–)         | Partido Renovação Democrática (PRD)    | 1.674 | 2,40 | 3º mandato  |
| 5  | Hélio Braz Gomes (2017-2018) (Silvânia, 27.11.1969–)                               | Movimento Democrático Brasileiro (MDB) | 1.407 | 2,01 | 4º mandato  |
| 6  | Bruno Figueiredo de Noronha (Goiânia, 10.07.1985–)                                 | Movimento Democrático Brasileiro (MDB) | 1.386 | 1,98 | 2º mandato  |
| 7  | Carlos José Vaz da Silva, Pastor Zeca (Santa Bárbara de Goiás, 20.09.1970–)        | Progressistas (PP)                     | 1.163 | 1,66 | 2º mandato  |
| 8  | Fabiano Cheyenne Pimenta Silva (Goiânia, 28.04.1978–)                              | Progressistas (PP)                     | 1.125 | 1,61 | 2º mandato  |
| 9  | Thiago da Silva Hutim, Thiago Cicinho (Aparecida de Goiânia, 30.07.1992–)          | Podemos (PODE)                         | 1.073 | 1,54 | 1º mandato  |
| 10 | Anderson Borges da Cruz, Manim do Esporte (Goiânia, 09.07.1975–)                   | Partido Democrático Trabalhista (PDT)  | 971   | 1,39 | 2º mandato  |
| 11 | Vagner Fortunato Machado, Vaguinho (Trindade, 30.03.1967–)                         | Progressistas (PP)                     | 970   | 1,39 | 1º mandato  |
| 12 | Wanderson Pereira Lima, Prof. Wanderson Tatu (Trindade, 02.07.1991–)               | União Brasil                           | 965   | 1,38 | 1º mandato  |
| 13 | Wanderley Ferreira de Sousa Júnior, Dr. Wanderley Ferreira (Trindade, 30.07.1982–) | Podemos (PODE)                         | 957   | 1,37 | 1º mandato  |
| 14 | Alex Correia da Silva Nepomoceno, Pastor Alex Nepomoceno (Trindade, 28.07.1991–)   | Partido Liberal (PL)                   | 944   | 1,35 | 1º mandato  |
| 15 | José Arthur Barbosa da Costa (Goiânia, 17.09.1995–)                                | Republicanos                           | 884   | 1,27 | 2º mandato  |
| 16 | Diana Pereira Camargo (Franciscópolis, 09.09.1984–)                                | Partido Novo (NOVO)                    | 832   | 1,19 | 1º mandato  |
| 17 | Raimundo Veríssimo de Sousa Neto (São Raimundo das Mangabeiras, 12.03.1978–)       | Partido Democrático Trabalhista (PDT)  | 764   | 1,09 | 2º mandato  |
| 18 | Carlos José Domingues, Carlinhos Advogado (Trindade, 16.12.1962–)                  | Partido Novo (NOVO)                    | 752   | 1,08 | 1º mandato  |
| 19 | Helton Paulo Gonçalves Silva, Helton Curika (Goiânia, 05.02.1996–)                 | Podemos (PODE)                         | 752   | 1,08 | 12º mandato |

## 18ª Legislatura (2021–2024)
Estes são os vereadores eleitos nas eleições de 15 de novembro de 2020, pelo período de 1° de janeiro de 2021 a 31 de dezembro de 2024:
|    | Nome                                                                          | Partido                                        | Votos | %    | Observações |
| -- | ----------------------------------------------------------------------------- | ---------------------------------------------- | ----- | ---- | ----------- |
| 1  | Johnatan Rodrigues da Silva, Johnatan Reis (Goiânia, 22.12.1991–)             | Democratas (DEM)                               | 1.580 | 2,60 | 2º mandato  |
| 2  | Mauro de Paula Silva, Maurinho de Paula (Goiânia, 10.03.1987–)                | Democratas (DEM)                               | 1.517 | 2,50 | 1º mandato  |
| 3  | Dyego Hygor de Oliveira Marques, Dr. Dyego (Goiânia, 11.07.1979–)             | Partido Social Democrático (PSD)               | 1.271 | 2,09 | 3º mandato  |
| 4  | Anderson Borges da Cruz, Manim do Esporte (Goiânia, 09.07.1975–)              | Partido Social Democrático (PSD)               | 1.254 | 2,07 | 1º mandato  |
| 5  | Bruno Figueiredo de Noronha (Goiânia, 10.07.1985–)                            | Democratas (DEM)                               | 1.248 | 2,06 | 1º mandato  |
| 6  | Ucleide de Castro Bueno, Ferruja (Trindade, 13.11.1976–)                      | Partido da Social Democracia Brasileira (PSDB) | 1.207 | 1,99 | 4º mandato  |
| 7  | Rildo Ferreira de Sousa (Palmeiras de Goiás, 04.05.1968–Trindade, 03.02.2021) | Podemos (PODE)                                 | 1.194 | 1,97 | 2º mandato  |
| 8  | Weslley Silveira Bueno, Weslley Cabeção (2021-2022) (Goiânia, 31.05.1973–)    | Patriota (PATRI)                               | 1.188 | 1,96 | 2º mandato  |
| 9  | Samuel de Queiroz Albernaz, Samuel Samuca (Goiânia, 21.11.1976–)              | Podemos (PODE)                                 | 987   | 1,63 | 2º mandato  |
| 10 | Nélio Fortunato de Oliveira (Trindade, 27.03.1976–)                           | Movimento Democrático Brasileiro (MDB)         | 907   | 1,49 | 1º mandato  |
| 11 | Leobino de Souza Oliveira, Amigo Leobino (Serra Dourada, 19.04.1965–)         | Partido da Social Democracia Brasileira (PSDB) | 899   | 1,48 | 2º mandato  |
| 12 | Jair Louzeiro da Silva, Baiano do Esporte (Gurupi, 12.12.1953–)               | Republicanos (PRTB)                            | 796   | 1,31 | 2º mandato  |
| 13 | Wender Buraneli de Moura, Wender Bodin (Trindade, 22.12.1979–)                | Podemos (PODE)                                 | 774   | 1,28 | 1º mandato  |
| 14 | Raimundo Veríssimo de Sousa Neto (São Raimundo das Mangabeiras, 12.03.1978–)  | Partido Democrático Trabalhista (PDT)          | 728   | 1,20 | 1º mandato  |
| 15 | Cleyton Campos Domingues, Cleytinho Filho do Flori (Goiânia, 16.03.1977–)     | Partido da Mobilização Nacional (PMN)          | 631   | 1,04 | 2º mandato  |
| 16 | Edson Cândido de Souza (Petrolina de Goiás, 18.09.1979–)                      | Partido Democrático Trabalhista (PDT)          | 590   | 0,97 | 1º mandato  |
| 17 | Renato Andrade de Souza, do Mercado (Trindade, 28.07.1967–)                   | Patriota (PATRI)                               | 538   | 0,89 | 2º mandato  |
| 18 | Marco Aurélio Ferreira de Souza (Goiânia, 05.11.1985–)                        | Patriota (PATRI)                               | 494   | 0,81 | 1º mandato  |
| 19 | Márcia Josefa da Silva, do Edmilson (Goiânia, 11.05.1961–)                    | Partido Trabalhista Brasileiro (PTB)           | 482   | 0,79 | 2º mandato  |
| 20 | Leonardo Borges da Silva (Trindade, 25.07.1994–)                              | Movimento Democrático Brasileiro (MDB)         | 475   | 0,78 | 1º mandato  |
| 21 | Edigley Ferreira Teodoro (Goiânia, 24.05.1978–)                               | Patriota (PATRI)                               | 473   | 0,78 | 1º mandato  |
| 22 | Carlos José Vaz da Silva, Pastor Zeca (Santa Bárbara de Goiás, 20.09.1970–)   | Progressistas (PP)                             | 385   | 0,63 | 2º mandato  |

## 17ª Legislatura (2017–2020)
Estes são os vereadores eleitos nas eleições de 2 de outubro de 2016, pelo período de 1° de janeiro de 2017 a 31 de dezembro de 2020:
|    | Nome                                                                        | Partido                                            | Votos | %    | Observações |
| -- | --------------------------------------------------------------------------- | -------------------------------------------------- | ----- | ---- | ----------- |
| 1  | Dyego Hygor de Oliveira Marques, Dr. Dyego (Goiânia, 11.07.1979–)           | Partido Social Democrático (PSD)                   | 1.492 | 2,37 | 2º mandato  |
| 2  | Ronigles Ferreira dos Santos, Roni (Caiapônia, 03.09.1976–)                 | Partido Democrático Trabalhista (PDT)              | 1.351 | 2,15 | 2º mandato  |
| 3  | Hélio Braz Gomes (2017-2018) (Silvânia, 27.11.1969–)                        | Partido da Social Democracia Brasileira (PSDB)     | 1.347 | 2,14 | 3º mandato  |
| 4  | Marden Gabriel Alves de Aguiar Júnior (Goiânia, 27.09.1990–)                | Partido Progressista (PP)                          | 1.257 | 2,00 | 1º mandato  |
| 5  | Weslley Silveira Bueno, Weslley Cabeção (Goiânia, 31.05.1973–)              | Partido do Movimento Democrático Brasileiro (PMDB) | 1.244 | 1,98 | 1º mandato  |
| 6  | Johnatan Rodrigues da Silva, Johnatan Reis (Goiânia, 22.12.1991–)           | Partido da República (PR)                          | 1.169 | 1,86 | 1º mandato  |
| 7  | Agnelson Alves da Silva (Iporá, 22.01.1975–)                                | Partido Verde (PV)                                 | 1.003 | 1,59 | 2º mandato  |
| 8  | Leofonso Teixeira Ramos, Felinho (Trindade, 01.05.1952–)                    | Partido Progressista (PP)                          | 953   | 1,51 | 4º mandato  |
| 9  | Ana Maria Alves Carvalho, Aninha (Goiânia, 05.08.1971–)                     | Solidariedade (SD)                                 | 933   | 1,48 | 4º mandato  |
| 10 | Jeann Carlos Borges de Souza (2019-2020) (Trindade, 26.05.1988–)            | Partido Renovador Trabalhista Brasileiro (PRTB)    | 888   | 1,41 | 1º mandato  |
| 11 | Maria de Lourdes da Silva Alves, do Altamiro (Trindade, 05.07.1956–)        | Partido Progressista (PP)                          | 829   | 1,32 | 2º mandato  |
| 12 | Fernando Barbosa da Silva, Fernandinho (Goiânia, 25.09.1984–)               | Partido Pátria Livre (PPL)                         | 827   | 1,31 | 1º mandato  |
| 13 | Alcione Acácio da Silva, Pastor Alcione (Goiânia, 20.07.1980–)              | Partido Republicano Brasileiro (PRB)               | 810   | 1,29 | 1º mandato  |
| 14 | Carlos José Vaz da Silva, Pastor Zeca (Santa Bárbara de Goiás, 20.09.1970–) | Partido Humanista da Solidariedade (PHS)           | 800   | 1,27 | 1º mandato  |
| 15 | Jair Louzeiro da Silva, Baiano do Esporte (Gurupi, 12.12.1953–)             | Partido Renovador Trabalhista Brasileiro (PRTB)    | 789   | 1,25 | 1º mandato  |
| 16 | Bruno Gusmão Manoel da Costa (Goiânia, 03.04.1992–)                         | Partido Social Democrático (PSD)                   | 750   | 1,19 | 1º mandato  |
| 17 | Irani Oliveira Machado, Dona Irani (Guapó, 06.08.1952–)                     | Partido do Movimento Democrático Brasileiro (PMDB) | 744   | 1,18 | 1º mandato  |
| 18 | Francis Flávio Albuquerque Costa (Trindade, 30.10.1987–)                    | Partido Trabalhista do Brasil (PTdoB)              | 705   | 1,12 | 1º mandato  |
| 19 | Renato Andrade de Souza, do Mercado (Trindade, 28.07.1967–)                 | Partido Democrático Trabalhista (PDT)              | 661   | 1,08 | 1º mandato  |
| 20 | João Batista Reis, João Piqui (Piracanjuba, 15.06.1958–28.10.2020)          | Partido Trabalhista Brasileiro (PTB)               | 567   | 0,90 | 1º mandato  |
| 21 | Márcia Josefa da Silva, do Edmilson (Goiânia, 11.05.1961–)                  | Partido Trabalhista Brasileiro (PTB)               | 541   | 0,86 | 1º mandato  |
| 22 | Cleyton Campos Domingues, Cleytinho Filho do Flori (Goiânia, 16.03.1977–)   | Partido Social Cristão (PSC)                       | 510   | 0,81 | 1º mandato  |

## 16ª Legislatura (2013–2016)
Estes são os vereadores eleitos nas eleições de 7 de outubro de 2012, pelo período de 1° de janeiro de 2013 a 31 de dezembro de 2016:
|    | Nome                                                                  | Partido                                            | Votos | %    | Observações |
| -- | --------------------------------------------------------------------- | -------------------------------------------------- | ----- | ---- | ----------- |
| 1  | Hélio Braz Gomes (Silvânia, 27.11.1969–)                              | Partido Pátria Livre (PPL)                         | 1.514 | 2,46 | 2º mandato  |
| 2  | Agnelson Alves da Silva (Iporá, 22.01.1975–)                          | Partido Verde (PV)                                 | 1.495 | 2,43 | 1º mandato  |
| 3  | Ronigles Ferreira dos Santos, Roni (Caiapônia, 03.09.1976–)           | Partido Democrático Trabalhista (PDT)              | 1.265 | 2,06 | 1º mandato  |
| 4  | Alexandre Ribeiro, da Compleite (Itaberaí, 07.04.1971–)               | Partido do Movimento Democrático Brasileiro (PMDB) | 1.046 | 1,70 | 1º mandato  |
| 5  | Erik Rodrigo Cotrim de Andrade (Goiânia, 01.08.1976–)                 | Democracia Cristã (PSDC)                           | 1.045 | 1,70 | 1º mandato  |
| 6  | Dyego Hygor de Oliveira Marques, Dr. Dyego (Goiânia, 11.07.1979–)     | Partido do Movimento Democrático Brasileiro (PMDB) | 934   | 1,52 | 1º mandato  |
| 7  | Luiz Henrique Batista Margarida (Goiânia, 23.02.1977–)                | Democratas (DEM)                                   | 831   | 1,35 | 1º mandato  |
| 8  | Rildo Ferreira de Sousa (Palmeiras de Goiás, 04.05.1968–)             | Partido do Movimento Democrático Brasileiro (PMDB) | 820   | 1,33 | 1º mandato  |
| 9  | Ucleide de Castro Bueno, Ferruja (Trindade, 13.11.1976–)              | Partido do Movimento Democrático Brasileiro (PMDB) | 804   | 1,31 | 3º mandato  |
| 10 | Raphael Bessa Gratão (Goiânia, 10.02.1985–)                           | Partido Democrático Trabalhista (PDT)              | 800   | 1,30 | 1º mandato  |
| 11 | Leofonso Teixeira Ramos, Felinho (Trindade, 01.05.1952–)              | Partido Trabalhista Brasileiro (PTB)               | 766   | 1,24 | 3º mandato  |
| 12 | Ana Maria Alves Carvalho, Aninha (Goiânia, 05.08.1971–)               | Partido Trabalhista Brasileiro (PTB)               | 709   | 1,15 | 3º mandato  |
| 13 | Maria de Lourdes da Silva Alves, do Altamiro (Trindade, 05.07.1956–)  | Partido Social Democrático (PSD)                   | 669   | 1,09 | 1º mandato  |
| 14 | Marcelino Francisco de Souza (Várzea Nova, 07.04.1976–)               | Partido Comunista do Brasil (PCdoB)                | 657   | 1,07 | 1º mandato  |
| 15 | Samuel de Queiroz Albernaz, Samuel Samuca (Goiânia, 21.11.1976–)      | Partido Republicano Progressista (PRP)             | 646   | 1,05 | 1º mandato  |
| 16 | Leobino de Souza Oliveira, Amigo Leobino (Serra Dourada, 19.04.1965–) | Partido da Social Democracia Brasileira (PSDB)     | 643   | 1,04 | 1º mandato  |
| 17 | Ricardo José Gonçalves Marques (Goiás, 07.12.1977–)                   | Partido dos Trabalhadores (PT)                     | 592   | 0,96 | 2º mandato  |
| 18 | Fabiano Cheyenne Pimenta Silva (Goiânia, 28.04.1978–)                 | Partido Renovador Trabalhista Brasileiro (PRTB)    | 477   | 0,78 | 1º mandato  |

## 15ª Legislatura (2009–2012)
Estes são os vereadores eleitos nas 1996 eleições de 5 de outubro de 2008, pelo período de 1° de janeiro de 2009 a 31 de dezembro de 2012:
|    | Nome                                                                           | Partido                                        | Votos | %'   | Observações |
| -- | ------------------------------------------------------------------------------ | ---------------------------------------------- | ----- | ---- | ----------- |
| 1  | Hélio Braz Gomes (Silvânia, 27.11.1969–)                                       | Partido da Social Democracia Brasileira (PSDB) | 1.899 | 3,74 | 1º mandato  |
| 2  | Ucleide de Castro Bueno, Ferruja (Trindade, 13.11.1976–)                       | Partido Trabalhista Cristão (PTC)              | 1.672 | 3,29 | 2º mandato  |
| 3  | Valdenir Vieira dos Santos (Palminópolis, 14.09.1974–)                         | Partido da Social Democracia Brasileira (PSDB) | 1.618 | 3,19 | 1º mandato  |
| 4  | Antônio Carlos Caetano de Morais, Dr. Antônio (Mossâmedes, 04.06.1962–)        | Partido da Social Democracia Brasileira (PSDB) | 1.573 | 3,10 | 1º mandato  |
| 5  | Marcelo Margarida de Carvalho, Marcelo Barro Preto (Goiânia, 06.06.1960–)      | Partido da República (PR)                      | 1.207 | 2,38 | 1º mandato  |
| 6  | Marcelo Rezende Parreira, Marcelinho Curicas (Carmo do Rio Verde, 11.05.1975–) | Partido Trabalhista Brasileiro (PTB)           | 1.200 | 2,36 | 1º mandato  |
| 7  | Ana Maria Alves Carvalho, Aninha (Goiânia, 05.08.1971–)                        | Partido Trabalhista Brasileiro (PTB)           | 830   | 1,64 | 2º mandato  |
| 8  | Marcos Divino Rosa da Silva, Marcos Lago (Goiânia, 14.09.1980–)                | Partido da República (PR)                      | 816   | 1,61 | 1º mandato  |
| 9  | Valdivino Barbosa Vieira (Itaberaí, 28.07.1960–)                               | Partido dos Trabalhadores (PT)                 | 769   | 1,51 | 1º mandato  |
| 10 | Ricardo José Gonçalves Marques (Goiás, 07.12.1977–)                            | Partido dos Trabalhadores (PT)                 | 739   | 1,46 | 1º mandato  |

## 14ª Legislatura (2005–2008)
Estes são os vereadores eleitos nas eleições de 3 de outubro de 2004, pelo período de 1° de janeiro de 2005 a 31 de dezembro de 2008:
|    | Nome                                                              | Partido                                        | Votos | %    | Observações |
| -- | ----------------------------------------------------------------- | ---------------------------------------------- | ----- | ---- | ----------- |
| 1  | Ricardo Fortunato de Oliveira (Trindade, 17.03.1973–)             | Partido Liberal (PL)                           | 1.031 | 2,06 | 1º mandato  |
| 2  | João Elpídio Leite Filho (Morrinhos, 29.01.1965–)                 | Partido Trabalhista Brasileiro (PTB)           | 990   | 1,98 | 2º mandato  |
| 3  | Leone Alves de Resende, Dr. Leone (Goiânia, 15.02.1965–)          | Partido da Social Democracia Brasileira (PSDB) | 922   | 1,85 | 1º mandato  |
| 4  | Adauto Angélico Floriano, SD Angélico (Nerópolis, 15.12.1965–)    | Partido da Social Democracia Brasileira (PSDB) | 878   | 1,76 | 1º mandato  |
| 5  | Juarez Antônio de Carvalho (Buriti Alegre, 29.03.1958–)           | Partido Trabalhista Brasileiro (PTB)           | 862   | 1,73 | 1º mandato  |
| 6  | Flávio Luiz Borges Guilarducci, Dr. Flávio (Goiânia, 28.03.1967–) | Partido da Social Democracia Brasileira (PSDB) | 858   | 1,72 | 1º mandato  |
| 7  | Gleysson Cabriny de Almeida Costa (Goiânia, 16.05.1976–)          | Partido Liberal (PL)                           | 834   | 1,67 | 1º mandato  |
| 8  | Ezio Bernardes Leite, Sassá Rei dos Tubos (Itauçu, 02.05.1946–)   | Partido Social Cristão (PSC)                   | 786   | 1,57 | 1º mandato  |
| 9  | Ucleide de Castro Bueno, Ferruja (Goiânia, 13.11.1976–)           | Partido Trabalhista Cristão (PTC)              | 760   | 1,52 | 1º mandato  |
| 10 | Flori José Domingues (Goiânia, 06.12.1953–)                       | Partido Social Cristão (PSC)                   | 738   | 1,48 | 1º mandato  |

## 13ª Legislatura (2001–2004)
Estes são os vereadores eleitos nas eleições de 1º de outubro de 2000, pelo período de 1° de janeiro de 2001 a 31 de dezembro de 2004:
|    | Nome                                                          | Partido                                            | Votos | %    | Observações |
| -- | ------------------------------------------------------------- | -------------------------------------------------- | ----- | ---- | ----------- |
| 1  | Leofonso Teixeira Ramos, Felim (Trindade, 01.05.1952–)        | Partido Progressista Brasileiro (PPB)              | 888   | 2,16 | 2º mandato  |
| 2  | Rosemberg Gonçalves da Rocha (Goiás, 30.07.1964–)             | Partido Progressista Brasileiro (PPB)              | 736   | 1,80 | 2º mandato  |
| 3  | Petrônio Gentil de Souza (Anicuns, 29.01.1952–)               | Partido do Movimento Democrático Brasileiro (PMDB) | 678   | 1,65 | 1º mandato  |
| 4  | Gaspar Gontijo dos Reis, Irmão (Lagoa Formosa, 18.09.1955–)   | Partido da Frente Liberal (PFL)                    | 597   | 1,46 | 1º mandato  |
| 5  | Aurimar Rodrigues Lima (Grajaú, 14.09.1961–)                  | Partido Social Trabalhista (PST)                   | 560   | 1,37 | 1º mandato  |
| 6  | Carlos Roberto Bento Oliveira (Itauçu, 12.10.1961–)           | Partido Liberal (PL)                               | 551   | 1,34 | 1º mandato  |
| 7  | Amarildo Jacinto de Sousa (Morada Nova de Minas, 12.07.1963–) | Partido do Movimento Democrático Brasileiro (PMDB) | 542   | 1,32 | 1º mandato  |
| 8  | Ana Maria Alves Carvalho, Aninha (Goiânia, 05.08.1971–)       | Partido da Social Democracia Brasileira (PSDB)     | 521   | 1,27 | 1º mandato  |
| 9  | Felipe Neves Fenelon Vieira (Jussara, 20.06.1961–)            | Partido Social Trabalhista (PST)                   | 514   | 1,25 | 1º mandato  |
| 10 | Paulo César Alves Borges, Dr. Paulo (Goiânia, 05.07.1954–)    | Partido da Social Democracia Brasileira (PSDB)     | 501   | 1,22 | 1º mandato  |
| 11 | Carlos José Domingues (Trindade, 16.12.1962–)                 | Partido Social Democrático (PSD)                   | 451   | 1,10 | 1º mandato  |
| 12 | Gerúsia Paiva Ferreira, Jeruza (Iporá, 14.03.1956–)           | Partido Popular Socialista (PPS)                   | 447   | 1,09 | 1º mandato  |
| 13 | Onival Côrrea de Azevedo (Trindade, 24.03.1949–)              | Partido do Movimento Democrático Brasileiro (PMDB) | 432   | 1,05 | 2º mandato  |
| 14 | Fernando Ferreira da Silva (Unaí, 10.04.1950–)                | Partido Social Democrático (PSD)                   | 369   | 0,90 | 1º mandato  |
| 15 | Raimundo Lopes de Souza (Grajaú, 04.06.1955–)                 | Partido da Social Democracia Brasileira (PSDB)     | 339   | 0,83 | 1º mandato  |

## 12ª Legislatura (1997–2000)
Estes são os vereadores eleitos nas eleições de 3 de outubro de 1996, pelo período de 1° de janeiro de 1997 a 31 de dezembro de 2000:
|    | Nome                                                          | Partido                                            | Votos | %    | Observações |
| -- | ------------------------------------------------------------- | -------------------------------------------------- | ----- | ---- | ----------- |
| 1  | João Elpídio Leite Filho (Morrinhos, 29.01.1965–)             | Partido Social Trabalhista (PST)                   | 1.382 | 5,22 | 1º mandato  |
| 2  | Leofonso Teixeira Ramos (1999-2000) (Trindade, 01.05.1952–)   | Partido Social Democrático (PSD)                   | 1.088 | 4,11 | 1º mandato  |
| 3  | Dilson Alberto de Souza (Jataí, 09.11.1943–)                  | Partido do Movimento Democrático Brasileiro (PMDB) | 868   | 3,28 | 1º mandato  |
| 4  | Maria Aparecida Silva Souza (1997-1998)                       | Partido do Movimento Democrático Brasileiro (PMDB) | 849   | 3,20 | 1º mandato  |
| 5  | Oníval Côrrea de Azevedo (Trindade, 24.03.1949–)              | Partido do Movimento Democrático Brasileiro (PMDB) | 735   | 2,77 | 1º mandato  |
| 6  | Arquidones Bites Leão Leite (Trindade, 20.10.1962–30.03.2023) | Partido dos Trabalhadores (PT)                     | 644   | 2,43 | 1º mandato  |
| 7  | Sebastião Francisco dos Reis (Trindade, 01.08.1949–)          | Partido Liberal (PL)                               | 613   | 2,31 | 1º mandato  |
| 8  | Onivaldo Oliveira da Costa                                    | Partido Liberal (PL)                               | 488   | 1,84 | 1º mandato  |
| 9  | Vildemon Coimbra de Oliveira (Trindade, 05.08.1959–)          | Partido da Social Democracia Brasileira (PSDB)     | 484   | 1,83 | 1º mandato  |
| 10 | José Joaquim de Paula (Trindade, 20.10.1966–)                 | Partido Social Trabalhista (PST)                   | 435   | 1,64 | 1º mandato  |
| 11 | Rosemberg Gonçalves da Rocha (Goiás, 30.07.1964–)             | Partido Social Democrático (PSD)                   | 406   | 1,53 | 1º mandato  |

## Legenda
| cor  | significado          |
| Bege | Presidente da Câmara |
| Azul | Suplente             |